# Marek Pertkiewicz
Marek Antoni Pertkiewicz (ur. 17 lutego 1947, zm. 5 grudnia 2013) – polski lekarz, specjalista w zakresie chirurgii ogólnej, doktor habilitowany nauk medycznych w zakresie medycyny, twórca polskiej szkoły żywienia pozajelitowego.
Był organizatorem i wieloletnim kierownikiem Oddziału Klinicznego Żywienia i Chirurgii Samodzielnego Publicznego Szpitala Klinicznego im prof. W. Orłowskiego Centrum Medycznego Kształcenia Podyplomowego w Warszawie, kierownikiem Kliniki Chirurgii Ogólnej i Żywienia Klinicznego Warszawskiego Uniwersytetu Medycznego (WUM), prezesem Polskiego Towarzystwa Żywienia Pozajelitowego i Dojelitowego.

## Wybrana bibliografia autorska[1]
- Leczenie żywieniowe pooperacyjnych przetok przewodu pokarmowego (Akademia Medyczna w Warszawie, Warszawa, 1998; ISBN 83-87418-51-X)
- Mieszaniny do żywienia pozajelitowego: standardy postępowania i zalecenia dla farmaceutów (Wydawnictwo Lekarskie PZWL, Warszawa, cop. 2004; ISBN 83-200-2963-5) wspólnie z Marią Ciszewską-Jędrasik